# David Pérez Molina
David Israel Pérez Molina (Chuquicamata, Región de Antofagasta; 12 de febrero de 1997) es un futbolista chileno. Juega en la posición de portero y actualmente es jugador de Deportes Valdivia en la Segunda División Profesional de Chile. 

## Trayectoria

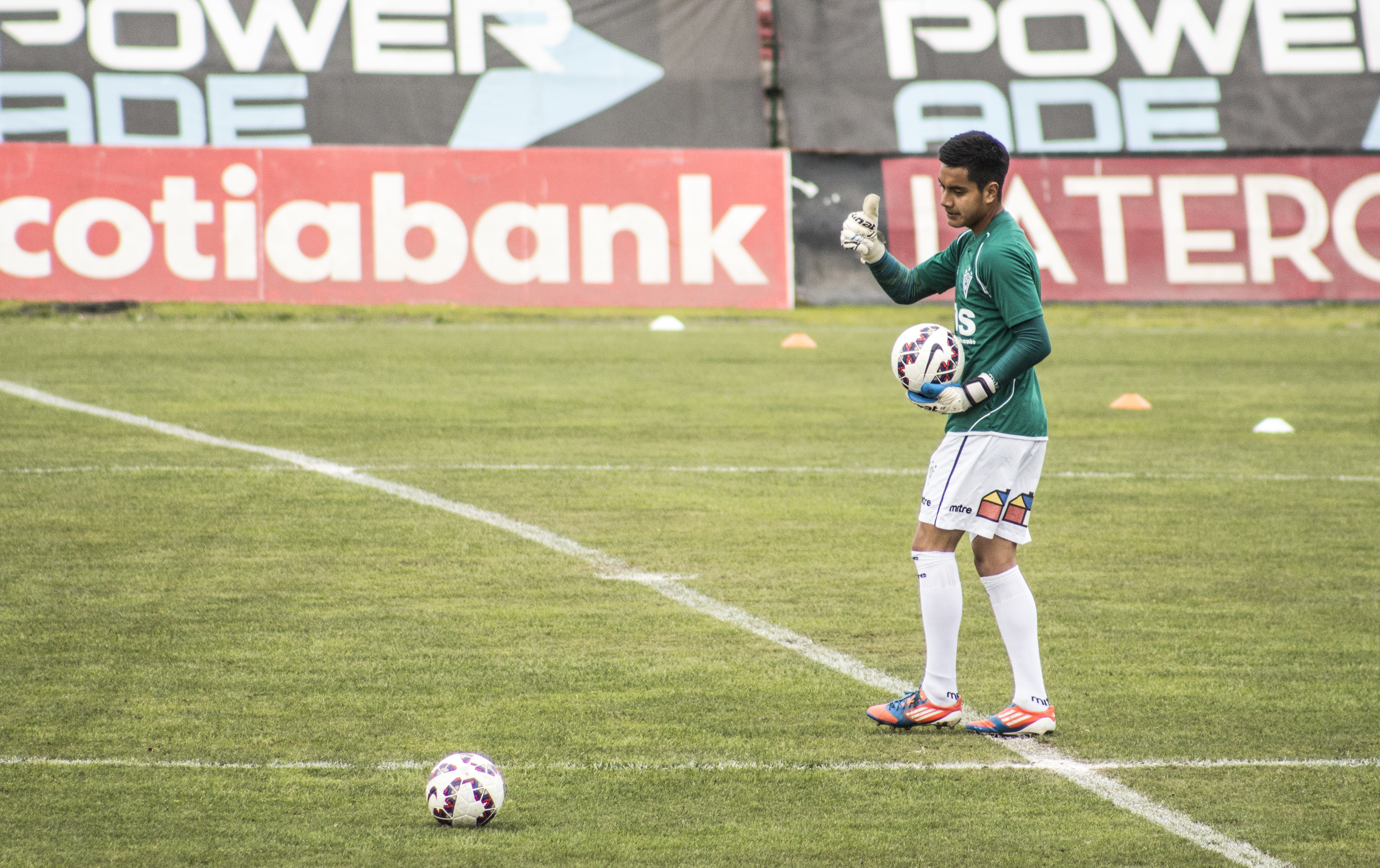
David en un calientamiento previo a un partido.

Formado en las divisiones inferiores del Santiago Wanderers, daría el salto al primer equipo caturro durante el Apertura 2015 como tercer arquero, siendo citado a la banca frente a San Marcos de Arica en la primera fecha debido a la lesión de su compañero Mauricio Viana.
Su debut oficial se daría en el mismo torneo frente a Unión La Calera debido a una lesión del portero titular, Gabriel Castellón, ingresando en los minutos finales del partido, luego de esto permanecería en el plantel tras los arqueros titulares llegando a ser citado en la Copa Chile 2017, pero permanecería en la banca, siendo de todas formas parte del campeonato obtenido. Para 2018 pese a ser inscrito en la Copa Libertadores debido a sus nulas posibilidades de jugar partiría a Deportes Linares.

## Selección nacional
Fue parte de la Selección de fútbol sub-20 de Chile pero no disputó competiciones oficiales con ella.

## Estadísticas

### Clubes
| Club                       | Div.          | Temporada     | Liga  | Liga  | Copas nacionales | Copas nacionales | Torneos internacionales | Torneos internacionales | Total | Total |
| Club                       | Div.          | Temporada     | Part. | Goles | Part.            | Goles            | Part.                   | Goles                   | Part. | Goles |
| -------------------------- | ------------- | ------------- | ----- | ----- | ---------------- | ---------------- | ----------------------- | ----------------------- | ----- | ----- |
| Santiago Wanderers · Chile | 1ª            | 2015-16       | 1     | 0     | —                | —                | —                       | —                       | 1     | 0     |
| Santiago Wanderers · Chile | 1ª            | 2016-17       | —     | —     | —                | —                | —                       | —                       | 0     | 0     |
| Santiago Wanderers · Chile | 1ª            | 2017          | —     | —     | —                | —                | —                       | —                       | 0     | 0     |
| Santiago Wanderers · Chile | Total club    | Total club    | 1     | 0     | 0                | 0                | 0                       | 0                       | 1     | 0     |
| Deportes Linares · Chile   | 4ª            | 2018          | 24    | -21   | 2                | -3               | —                       | —                       | 26    | -24   |
| Deportes Linares · Chile   | 4ª            | 2019          | 27    | -17   | —                | —                | —                       | —                       | 27    | -17   |
| Deportes Linares · Chile   | Total club    | Total club    | 51    | -38   | 2                | -3               | 0                       | 0                       | 53    | -41   |
| Total carrera              | Total carrera | Total carrera | 52    | -38   | 2                | -3               | 0                       | 0                       | 54    | -41   |
| 1. 2.                      |               |               |       |       |                  |                  |                         |                         |       |       |

### Resumen estadístico
| Competición        | Partidos | Goles | Promedio |
| ------------------ | -------- | ----- | -------- |
| Primera División   | 1        | 0     | 0.00     |
| Tercera División A | 51       | -38   | 0.74     |
| Copa Chile         | 2        | -3    | 1.50     |
| Total              | 54       | -41   | 0.75     |

## Palmarés

### Títulos nacionales
| Título     | Club               | País  | Año  |
| ---------- | ------------------ | ----- | ---- |
| Copa Chile | Santiago Wanderers | Chile | 2017 |
| Tercera A  | Deportes Linares   | Chile | 2019 |

### Distinciones individuales
| Distinción                 | Año  |
| -------------------------- | ---- |
| Medalla Cruce de Los Andes | 2017 |